# هاشم عبده هاشم
هاشم عبدة هاشم (ولد في مدينة جازان جنوب السعودية 1359هـ/ 1940م) كاتب وأكاديمي سعودي، وهو عضو سابق في مجلس الشورى السعودي. تولى رئاسة تحرير صحيفة عكاظ لعقود، وصدر له العديد من المؤلفات من أبرزها سيرته الذاتية التي صدرت بعنوان (الطريق إلى الجحيم).

## التعليم
- تلقى تعليمه الجامعي في جامعة الملك عبد العزيز وحصل منها على شهادة البكالوريوس في علم المكتبات عام 1397هـ.
- حصل على شهادة الماجستير من جامعة الملك عبد العزيز عام 1400هـ.
- حصل على شهادة الدكتوراه من جامعة القاهرة عام 1404هـ.[3][4]

## العمل والمناصب
- رأس تحرير صحيفة عكاظ لفترتين، بدأت الأولى من عام 1981م، والثانية من عام 2011 إلى استقالته عام 2007.[3][5]
- عين عضواً في مجلس الشورى السعودي بأمر ملكي من عام 1993 إلى عام 2001 .
- عين مديراً عاماً لمؤسسة عكاظ للصحافة والنشر من عام 1416هـ/1996م إلى عام 1423هـ/ 2002م.
- عمل منذ عام 1405هـ أستاذاً مساعداً في قسم المكتبات والمعلومات في جامعة الملك عبد العزيز إلى جانب عمله رئيساً لتحرير جريدة عكاظ إلى أن تقاعد من الجامعة مبكراً عام 1418هـ.
- عمل محاضراً في جامعة الملك عبد العزيز من عام 1980م.[2]

## العمل في الصحافة
- يذكر هاشم عبده هاشم أنه بدأ "العمل الصحافي في نهاية عهد صحافة الأفراد، وبداية عهد المؤسسات الصحافية عام 1383هـ (1963م)، فعمل في صحيفة "عرفات" التي أسسها حسن عبد الحي قزاز، كانت تضم في هيئة تحريرها أعضاء مثل أحمد صلاح جمجوم، وأحمد زكي يماني، ومحمد عبد القادر علاقي، وعبد العزيز الرفاعي، ومحمد سعيد العوض، ثم انضمت إليهم مجموعة أخرى كبيرة، منها الشاعر طاهر زمخشري. كما عمل في صحيفة "الرائد"، وهي صحيفة أسسها الأستاذ عبد الفتاح أبو مدين.
- عمل مراسلاً لمجلة (المنهل) ومجلة الرائد الأسبوعية التي صدرت عام 1379هـ، ومجلة (قريش) في مكة المكرمة عام 1376هـ.
- التحق بجريدة (المدينة) عام 1384هـ، وعمل فيها محرراً فنياً، ثم محرراً رياضياً، ثم سكرتير تحرير للشؤون المحلية.
- عمل مديراً لتحرير مجلة (الرياضي) عام 1392 ـ 1395هـ، قبل أن يتغير اسمها فيما بعد إلى (الشباب).
- عمل في مكتب صحيفة (الجزيرة) في جدة.
- عين رئيساً لتحرير صحيفة (عكاظ) من عام 1401هـ إلى عام 1428هـ.
- عمل مديراً للتحرير في صحيفة (البلاد)، ثم نائباً لرئيس التحرير بين عامي 1397هـ و 1402هـ بالإضافة إلى عضوية في مؤسسة البلاد للصحافة.
- عمل في صحيفة (المدينة)، وصحيفة (البلاد).[6][3]

## مؤلفاته
له عدة مؤلفات منها:
1. الدور السعودي في الخليج .
2. صناعة القرار في المملكة العربية السعودية .
3. الحب احتراقاً .
4. دراسات كروية .
5. سجل وثائقي تحليلي عن مستقبل مجلس التعاون الخليجي .
6. الحزن لا يغسل الهموم .
7. الاتجاهات العددية والنوعية للدوريات السعودية .
8. الطريق إلى الجحيم (سيرة ذاتية).[7]
9. ملوك وأمراء وزعماء وشخصيات في ذاكرتي (2024م).[8]

## التكريم
- كرمته مؤسسة عكاظ للصحافة والنشر عام 2001 بمناسبة مرور عشرين عاماً على تعيينه رئيساً لتحرير صحيفة عكاظ.
- كرمته اثنينية الشيخ عبدالمقصود خوجه عام 2007.[9]
- حصل على جائزة المنتدى السعودي للإعلام «شخصية العام الإعلامية» في النسخة الرابعة للجائزة عام 2025م.[10]